# Veltrusy (přírodní památka)
Přírodní památka Veltrusy se nachází v okrese Mělník ve Středočeském kraji, na pravém břehu Vltavy v nadmořské výšce 165–171 m, na severním okraji města Veltrusy poblíž stejnojmenného zámku. Chráněné území o rozloze 255,49 ha bylo vyhlášeno 22. června 2013 k ochraně biotopů v evropsky významné lokalitě s výskytem páchníka hnědého (Osmoderma eremita) a roháče obecného (Lucanus cervus).

## Popis území a předmět ochrany
Přírodní památka se nachází v oblasti Dolního Povltaví mezi městem Veltrusy a obcí Všestudy. Jedná se o park anglického stylu s Veltruským zámkem nacházejícím se v jižní části. Park má tvar podkovy, která obepíná pole protnuté osovou alejí a třemi remízky. Celým parkem protéká Mlýnský potok (Všestudský náhon), jehož zdroj  se nachází v jihozápadní části parku, kde je napájen Vltavou. Dále protéká zámeckou oborou v jihovýchodní části parku. Ve východní části parku se potok  dělí do dvou větví. Vnější větev pak místy přechází z udržovaného toku do tůněk a mokřin. Do toku Vltavy se Mlýnský potok vrací před dálničním mostem přes Vltavu. 

### Přírodní poměry
Podloží Veltruského parku je tvořeno pliocenními a pleistocenními říčními písky, jílovci, štěrky, proteozoickými břidlicemi a drobami se sprašovými překryvy. Toto podloží je překryto fluvizeměmi.

### Flora
Park je upravovaný tvrdý luh s některými vysazenými druhy. Převážně je tvořený bukem lesním (Fagus sylvatica), dubem letním (Qercus robur), habrem (Carpinus L.), javory (Acer), jilmy (Ulmus), jasany (Fraxinus), vrbami (Salix). Aleje jsou tvořeny lípami (Tillia) a v malé části i jírovci maďaly (Aesculus hippocastanum).

### Fauna
Kromě již zmíněných druhů roháče obecného (Lucanus cervus) a páchníka hnědého (Osmoderma eremita) se na této lokalitě nachází světlušky (Lampyris), roháček kozlík (Dorcus parallelipipedus) a velké množství druhů drabčíků (Staphylinidae). V pomalu tekoucí až stojaté vodě v severní části Všestudského potoka žije čolek obecný (Lissotriton vulgaris). Z ptactva se zde vyskytuje například ledňáček říční (Alcedo atthis) a volavka popelavá (Ardea cinerea). V oboře je chován daněk evropský (Dama dama), jenž spásá mladé stromky a náletové dřeviny, čímž udržuje oboru prosvětlenou. V mnoha po parku rozmístěných altánech a pavilonech zimují netopýři.

## Ohrožení lokality
Veltruský park byl v průběhu historie mnohokrát zatopen při záplavách, naposledy v letech 2002 a 2013. Po nich bylo pokáceno velké množství stromů v rámci plošného pročišťování parku od poškozených a umírajících stromů, což může mít negativní dopad na populace roháče obecného (Lucanus cervus).

## Galerie

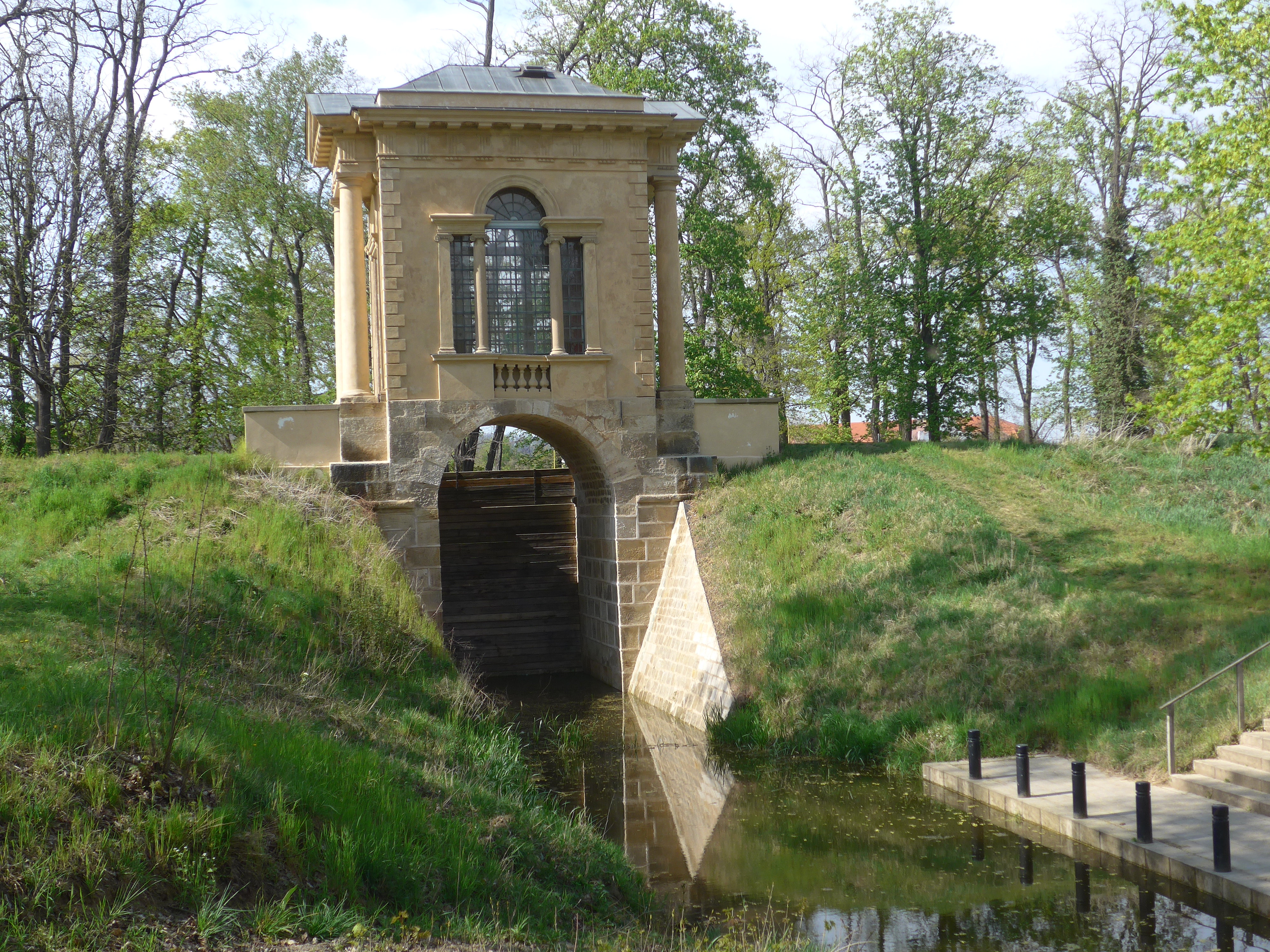
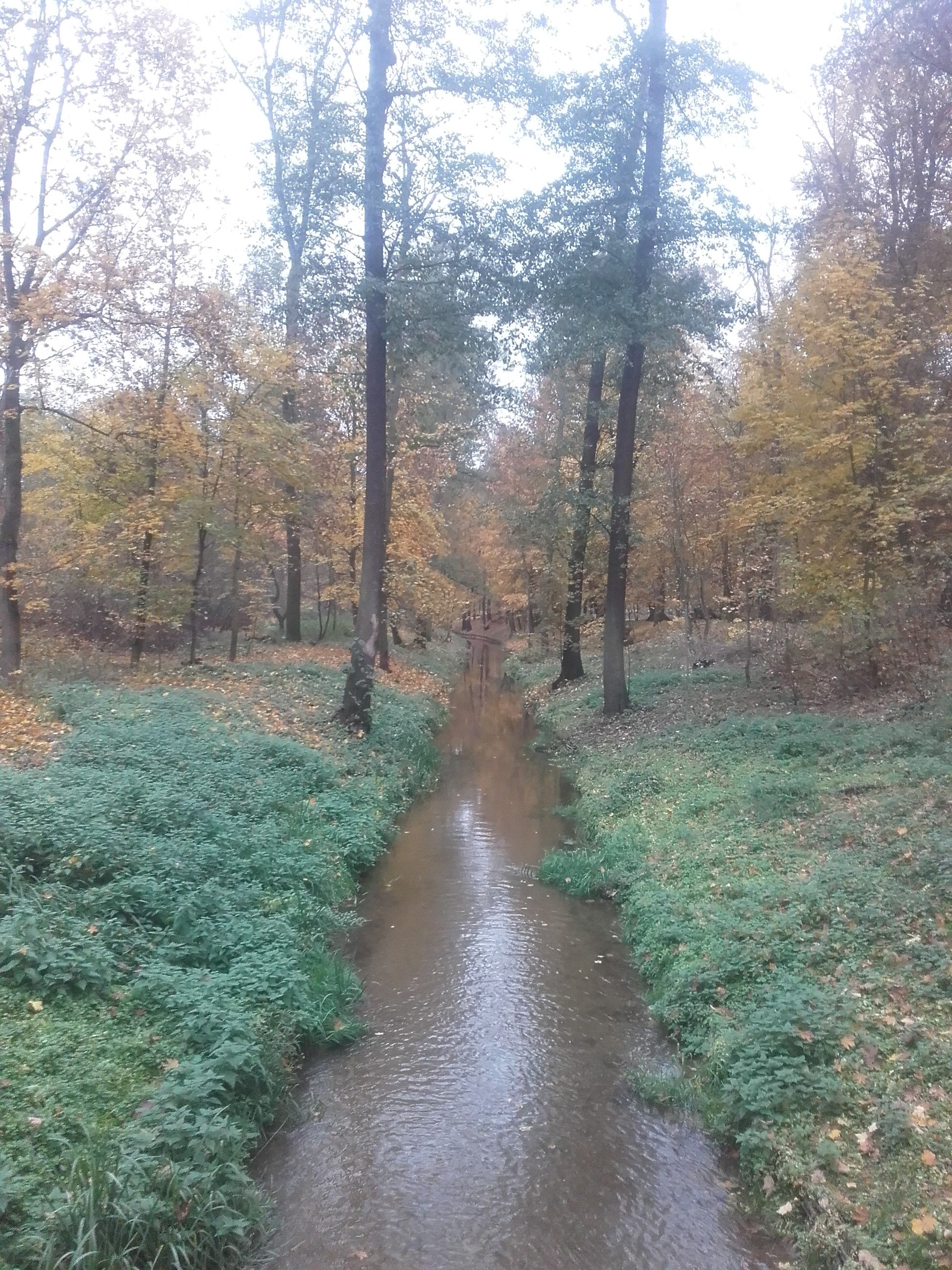
Mlýnský potok - Všestudský náhon (jihozápad)
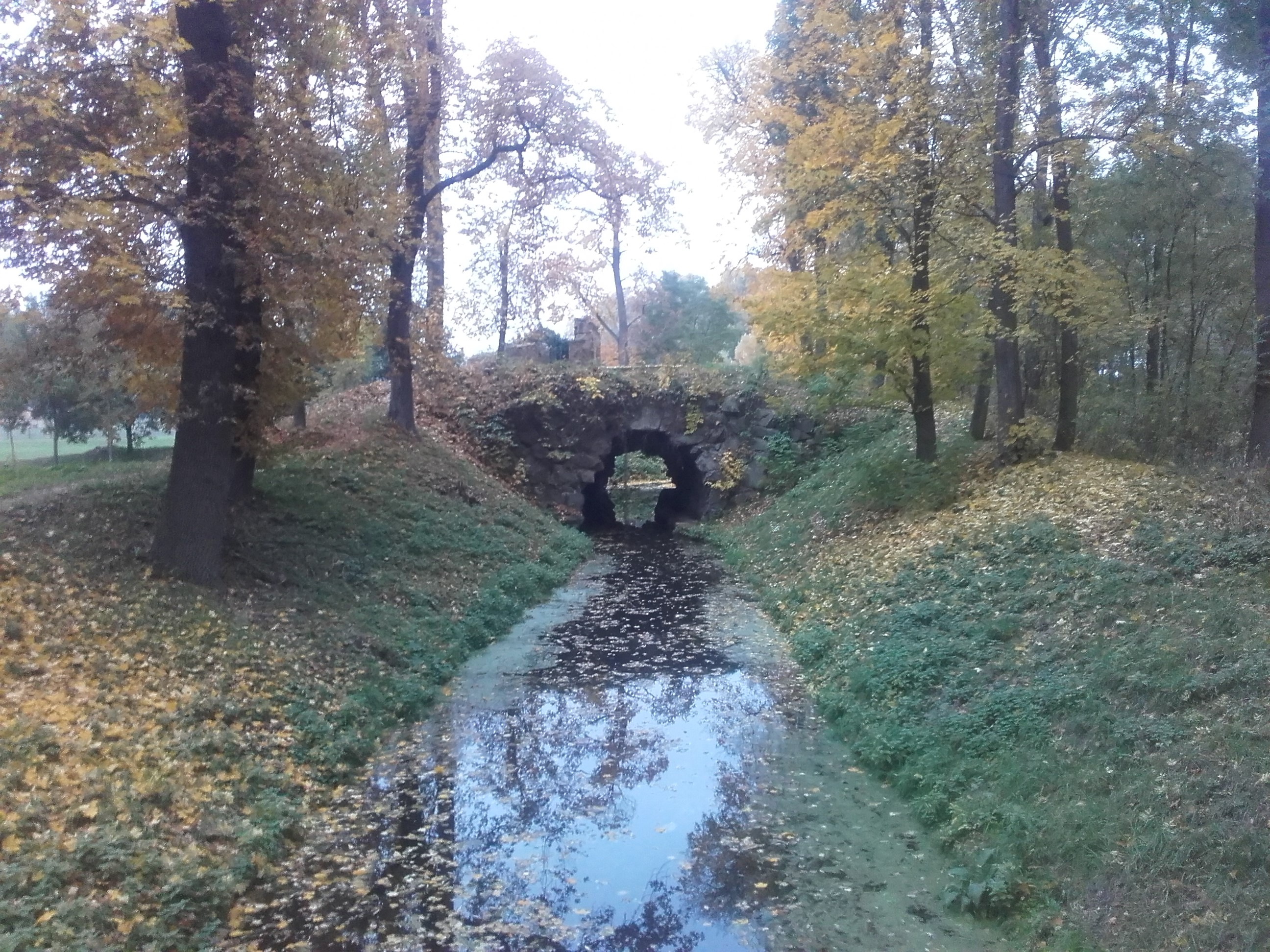
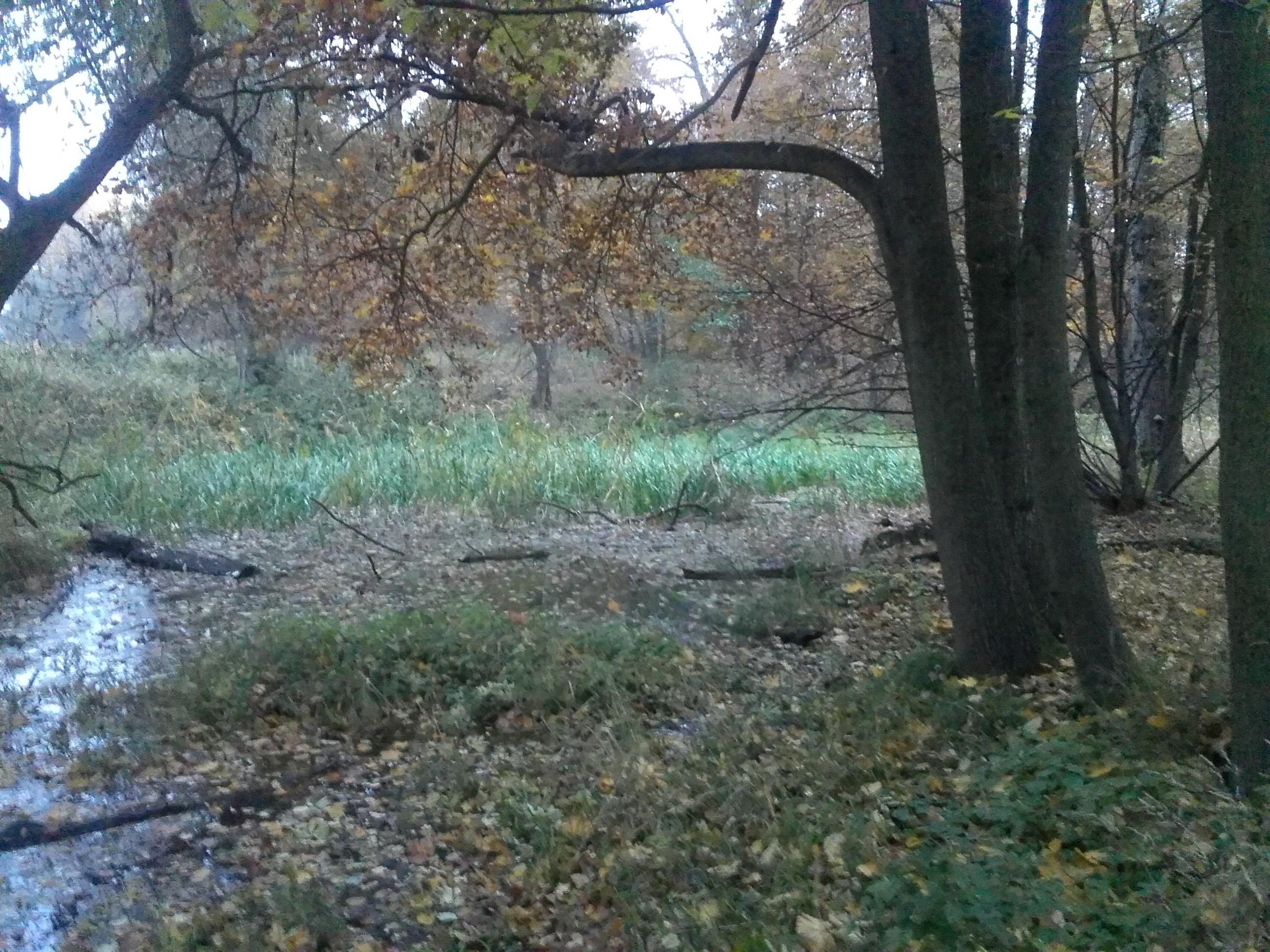
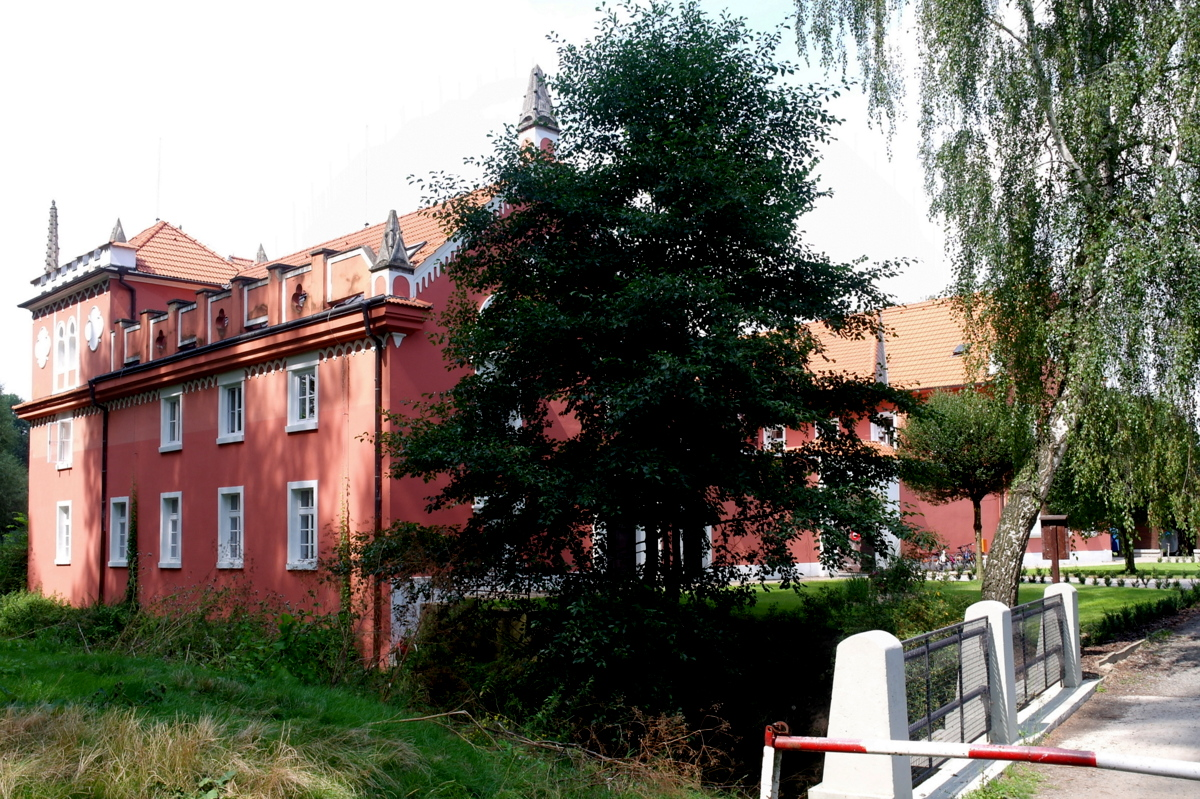
Původně mlýn, dnes domov důchodců
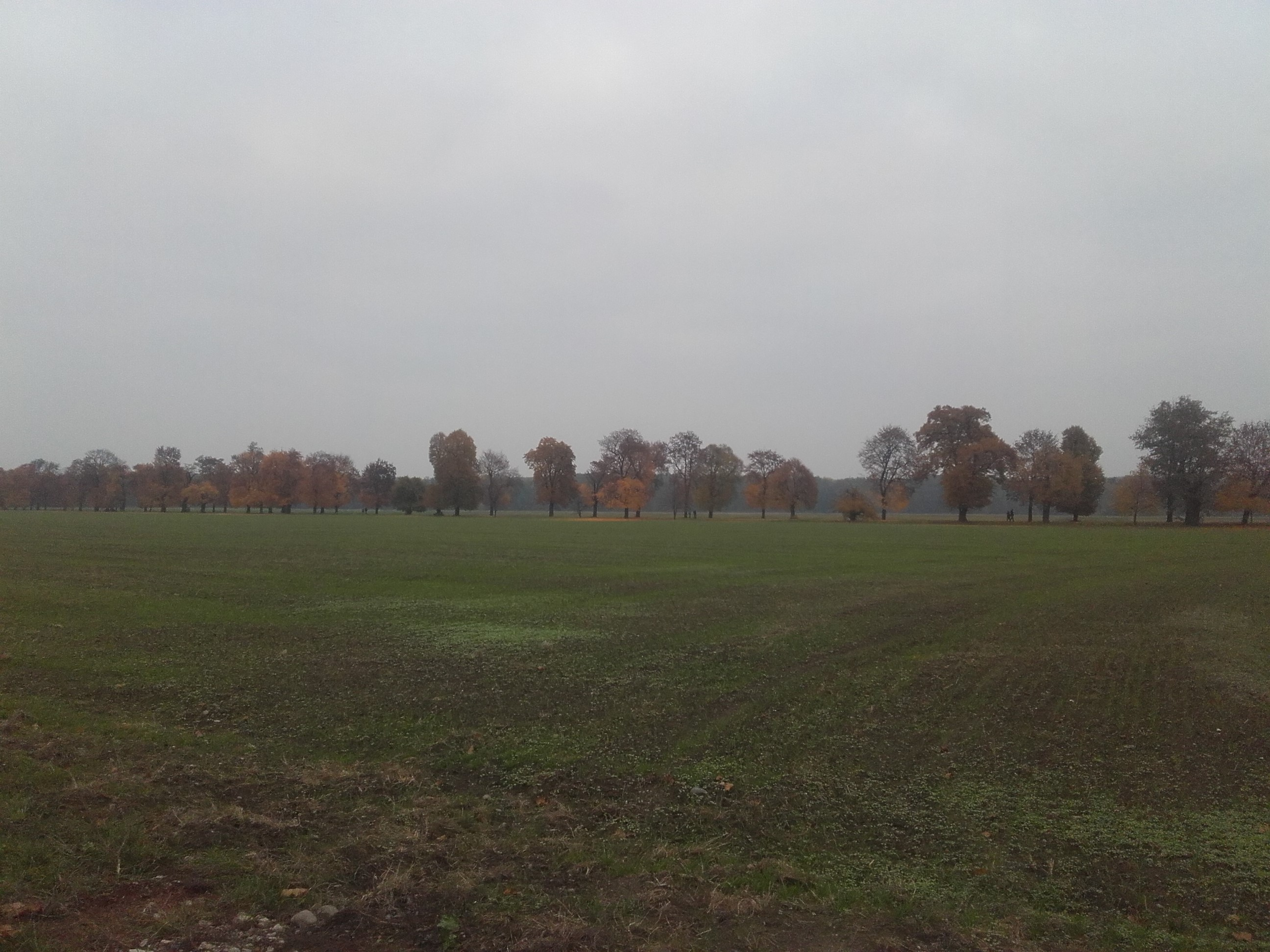
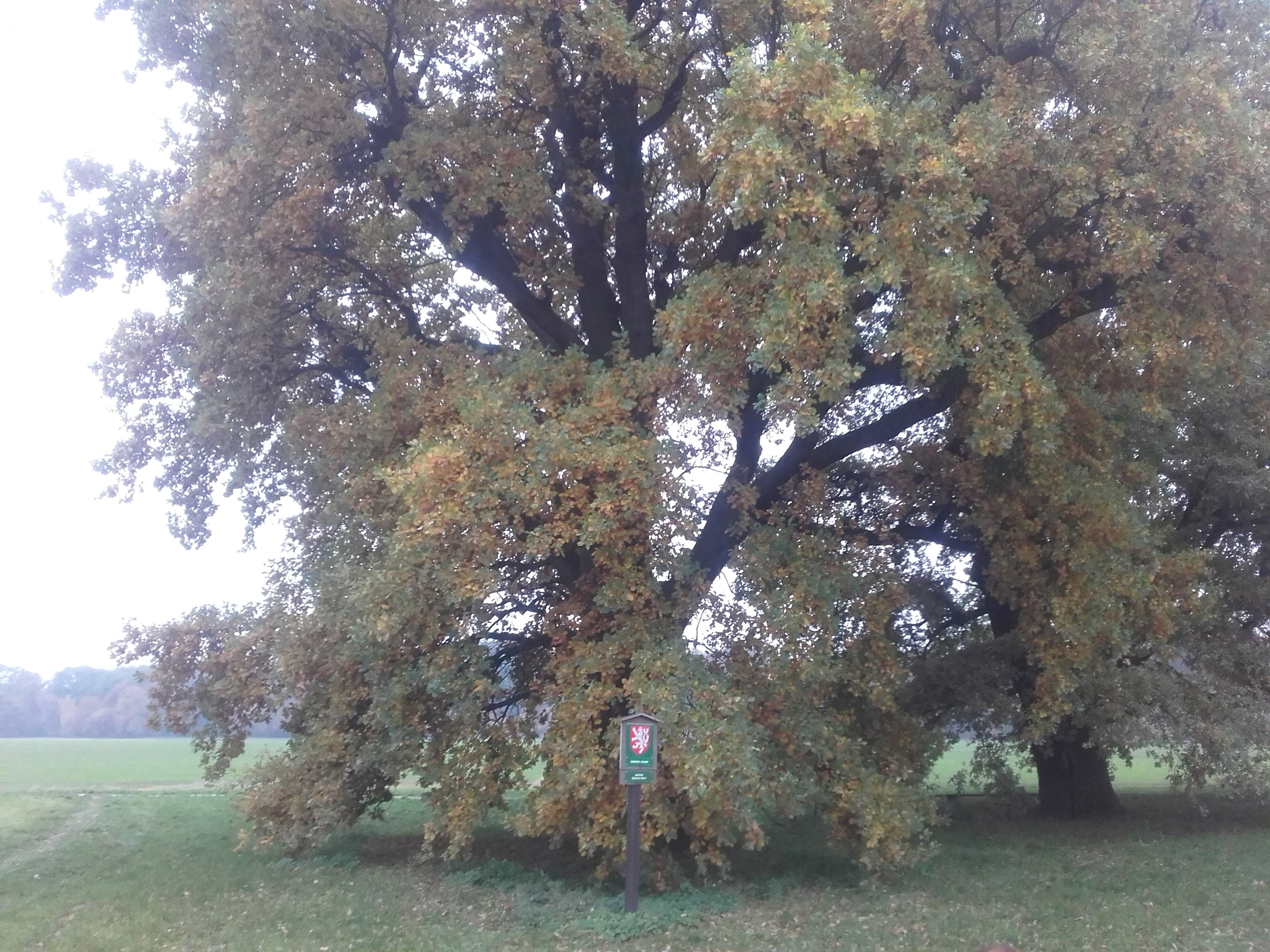